# John F. Kelly

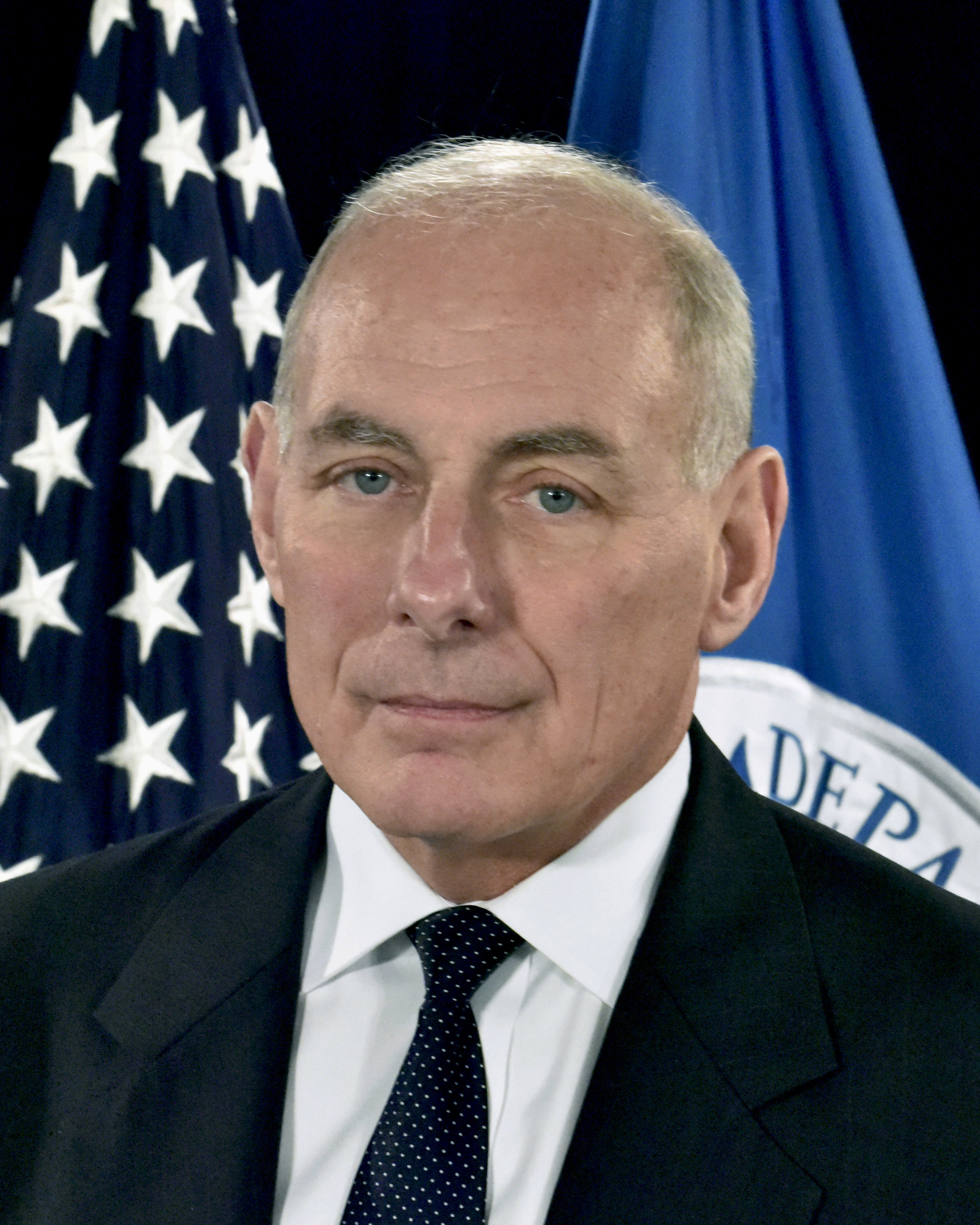
John Kelly (2017)

John Francis Kelly (* 11. Mai 1950 in Boston, Massachusetts) ist ein amerikanischer Politiker und ehemaliger General des United States Marine Corps. Er war vom 31. Juli 2017 bis zum 2. Januar 2019 Stabschef des Weißen Hauses unter US-Präsident Donald Trump; zuvor amtierte er vom 20. Januar 2017 an bereits als Minister für Innere Sicherheit der Vereinigten Staaten im Kabinett Trump I.
Vom 19. November 2012 bis zu seinem Eintritt in den Ruhestand am 14. Januar 2016 diente Kelly als Oberbefehlshaber des United States Southern Command (USSOUTHCOM), einem teilstreitkraftübergreifenden Regionalkommando der US-Streitkräfte mit Sitz in Doral, Florida.

## Ausbildung und Karriere
Kelly wuchs im Bostoner Stadtteil Brighton in einer irisch-katholisch geprägten Familie auf. Noch vor Vollendung des 16. Lebensjahres trampte er von seiner Heimatstadt an der Ostküste aus quer durch die USA bis nach Washington, dem nordwestlichsten US-Bundesstaat, von wo aus er den Heimweg als Freighthopper per Zug antrat.
Nach seiner Schulzeit verpflichtete sich Kelly zunächst für ein Jahr bei der US-Handelsmarine, bevor er 1970 dem Marine Corps beitrat, wo er im Jahr 1972 nach absolvierter Ausbildung zum Unteroffizier in der 2. Marineinfanteriedivision am Stützpunkt Camp Lejeune in North Carolina als Sergeant der Reserve entlassen wurde.
Nach Abschluss eines Studiums an der University of Massachusetts im Jahr 1976 und Erhalt des Offizierspatents über ein studienbegleitendes Programm der Officer Candidates School folgten unterschiedliche militärische Verwendungen, unter anderem als Zugführer, wiederum in Camp Lejeune, und auf den Flugzeugträgern Forrestal und Independence. Nach Fortbildung an der 'US Army Infantry School' im Jahr 1980 war Kelly, inzwischen Hauptmann, ab 1981 in der Verwaltung des Hauptquartiers des Marine Corps im Marineamt in Washington, D.C., tätig, bevor er 1984 zur 2. Marineinfanteriedivision zurückversetzt wurde. Dort war er zunächst als Kompanieführer, später – nach Beförderung zum Major 1987 – als Einsatzoffizier seines Bataillons eingesetzt.
Kellys weitere Ausbildung umfasste einen Masterabschluss in „National Security Studies“ von der Georgetown School of Foreign Service (1984).

### Dienst im Generalsrang

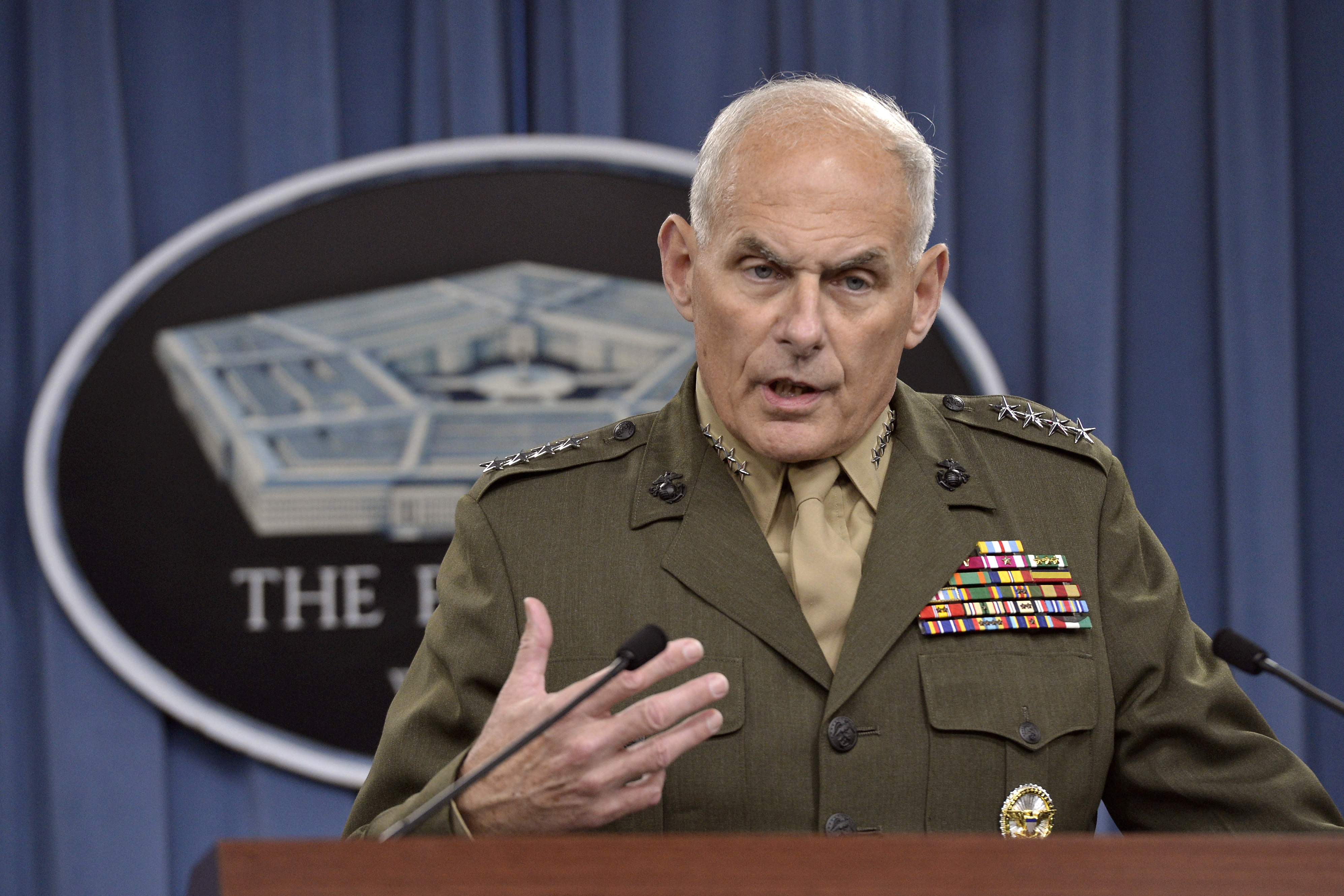
Kelly als Oberbefehlshaber des USSOUTHCOM während einer Pressekonferenz im Pentagon (März 2014)

Kelly wurde im März 2003 während eines Auslandseinsatzes im Irak zum Brigadegeneral befördert und übernahm kurz darauf das Kommando über die neu formierte „Task Force Tripoli“, deren Aufgabe es war, nach dem Fall Bagdads die nördlicher gelegene Stadt Tikrit zu sichern.
Im Anschluss diente er als Assistent des damaligen Kommandanten des Marine Corps, Michael Hagee, bevor er unter Beförderung zum Generalmajor im Juli 2007 für ein Jahr das Kommando über die „I Marine Expeditionary Force“ im irakischen Al-Anbar innehatte; zurück in den Vereinigten Staaten befehligte er von 2009 bis 2011 die „Marine Forces Reserve“ und die „Marine Forces North“. Ab März 2011 war er „Senior Military Assistant“ im Verteidigungsministerium, zuletzt im Range eines Generalleutnants.
Im Juli 2012 gab das Verteidigungsministerium bekannt, US-Präsident Barack Obama habe Kelly für die Nachfolge des Air-Force-Generals Douglas Fraser an der Spitze des US Southern Command nominiert. Kelly übernahm das Kommando schließlich am 19. November, seine Beförderung zum General erfolgte im Rahmen der Kommandoübergabe.
Am 14. Januar 2016 übergab Kelly das Kommando über das USSOUTHCOM seinerseits an den  Admiral der US-Marine Kurt Tidd und trat zum 1. Februar offiziell in den Ruhestand.

### Minister für Innere Sicherheit

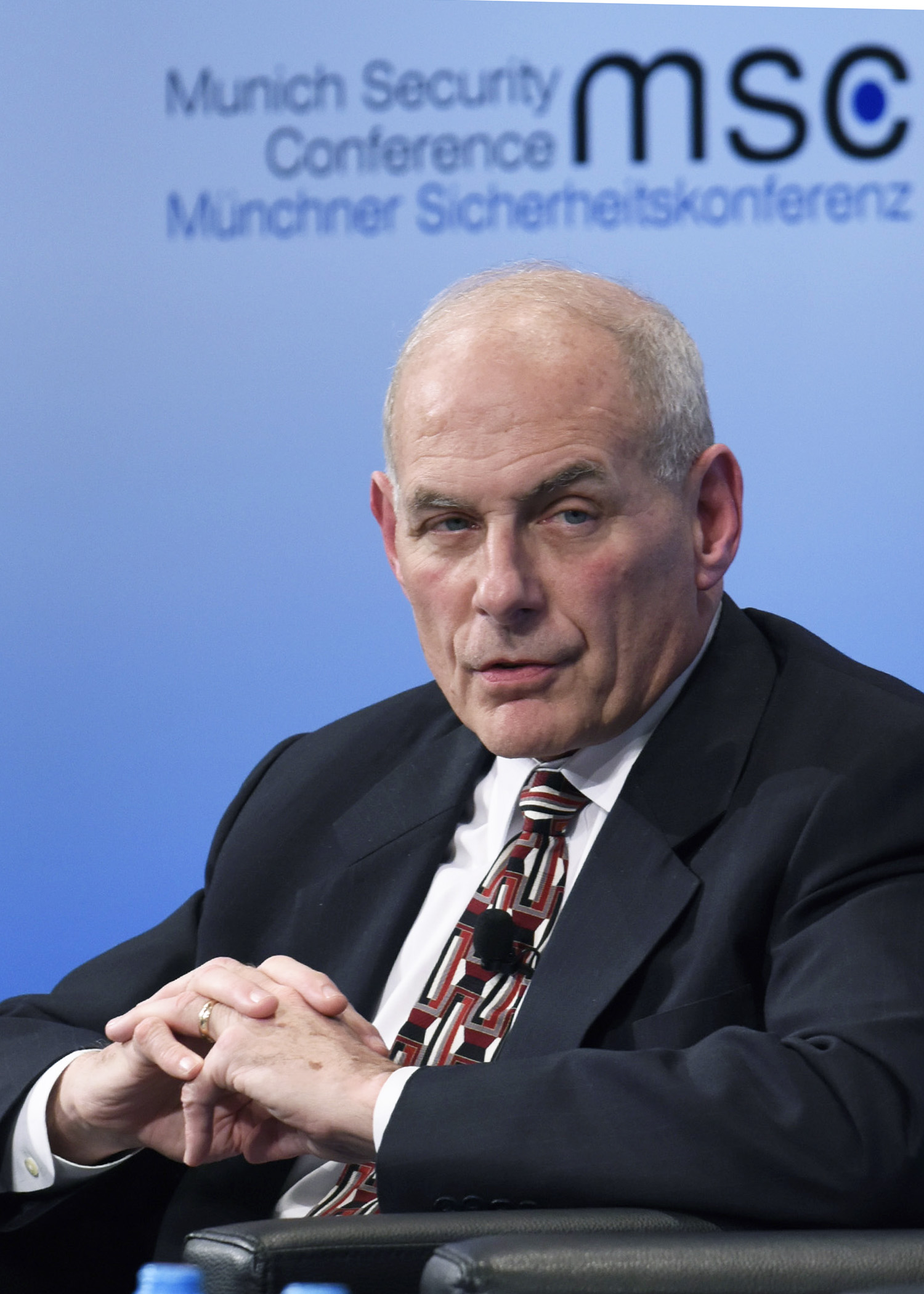
Kelly während der 53. Münchner Sicherheitskonferenz (Februar 2017)

Am 7. Dezember 2016 wurde Kelly vom designierten US-Präsidenten Donald Trump als neuer Minister für Innere Sicherheit nominiert und am Tag Trumps Amtseinführung, dem 20. Januar 2017, ebenfalls vereidigt. Der US-Senat hatte Kellys Nominierung am selben Morgen bei einer Enthaltung mit 88-11 Stimmen bestätigt. Kelly war der fünfte Minister für Innere Sicherheit seit Einrichtung des Ministeriums im Jahre 2002 und gleichzeitig derjenige mit der kürzesten Amtszeit.

### Stabschef des Weißen Hauses
Am 28. Juli 2017 ernannte US-Präsident Trump Kelly zu seinem neuen Stabschef, nachdem dessen Vorgänger Reince Priebus seinen Posten hatte räumen müssen. Kelly trat das Amt am 31. Juli an. Der als diszipliniert geltende Kelly sorgte zunächst für eine stärkere Ordnung und Übersicht, indem er den Zugang zum Präsidenten beschränkte. Während seiner Tätigkeit änderte sich jedoch wenig am unberechenbaren Verhalten des Präsidenten; Kelly zeichnete sich stattdessen durch seine rechtskonservativen Positionen etwa bei der Einwanderung aus, die er mit Trump teilte. Das Verhältnis zum Präsidenten verschlechterte sich, und im ersten Halbjahr 2018 berichteten Medien zunehmend, dass Kellys Einfluss schwinde und Trump Entscheidungen treffe, ohne Kelly zu konsultieren. Am 8. Dezember 2018 gab Trump nach wochenlangen Spekulationen bekannt, dass Kelly zum Ende des Jahres aus dem Amt scheiden werde. Als sein Nachfolger wurde der bisherige Direktor des Amtes für Verwaltung und Haushalt, John Michael Mulvaney, berufen, der das Amt zunächst kommissarisch ausübte, und zu Jahresbeginn 2019 dann auch offiziell übernahm.

## Privates
John Kelly ist seit 1976 mit der aus Teaneck, New Jersey, stammenden Karen Kelly, geborene Hernest, verheiratet; gemeinsam bekamen sie drei Kinder, die Söhne John und Robert und Tochter Kathleen. Kellys jüngerer Sohn, Robert, damals als Oberleutnant ebenfalls in Diensten des Marine Corps, wurde 2010 im Alter von 29 Jahren während einer Patrouillenfahrt in der afghanischen Stadt Sangin von einer Landmine getötet. John F. Kelly ist damit der ranghöchste Offizier der US-Streitkräfte, der einen Sohn oder eine Tochter im Afghanistan- oder im Irakkrieg verlor. Auch sein älterer Sohn dient als Offizier im Marine Corps.

## Auszeichnungen
Auswahl der Dekorationen, sortiert in Anlehnung der Order of Precedence of Military Awards:
- Defense Distinguished Service Medal
- Defense Superior Service Medal
- Legion of Merit (2 ×)
- Meritorious Service Medal (2 ×)
- Navy & Marine Corps Commendation Medal (4 ×)
- Navy & Marine Corps Achievement Medal
- Navy & Marine Corps Presidential Unit Citation
- Navy Unit Commendation
- National Defense Service Medal (3 ×)
- Southwest Asia Service Medal (2 ×)
- Iraq Campaign Medal (3 ×)
- Global War on Terrorism Expeditionary Medal
- Global War on Terrorism Service Medal